# Казе Бевилаква (Анкона)
Казе Бевилаква је насеље у Италији у округу Анкона, региону Марке.
Према процени из 2011. у насељу је живело 22 становника. Насеље се налази на надморској висини од 86 м.